# Evangelical Christian Church
The Evangelical Christian Church är ett kristet trossamfund bildat 2001 i Indiana, USA av kristna med rötter i Stone-Campbells reformationsrörelse